# Gewinnzusage
Eine Gewinnzusage ist nach § 661a des deutschen BGB eine Mitteilung eines Unternehmers an einen Verbraucher, die nach ihrer Gestaltung den Eindruck erweckt, der Verbraucher habe einen Preis gewonnen.

## Grundsätzliche Durchsetzbarkeit
Das Besondere einer Gewinnzusage im Sinne des § 661a BGB gegenüber sonstigen Gewinnversprechen ist ihre rechtliche Durchsetzbarkeit. Der Adressat der Gewinnzusage kann den Unternehmer, der die Gewinnzusage gegeben hat, auf Erfüllung in Anspruch nehmen.

## Probleme der Geltendmachung
Die Durchsetzung der Gewinnzusage scheitert in der Praxis allerdings oft daran, dass gerade unseriöse Gewinnzusagen meist von Briefkastenfirmen oder mit einer erfundenen Absenderangabe abgegeben werden oder der Unternehmer letztlich insolvent ist.

## Erfolgreiche Klagen
Dennoch konnten Adressaten von Gewinnzusagen ihre Gewinne in zahlreichen Fällen erfolgreich einklagen.
Eine Klage sollten insbesondere Verbraucher erwägen, die eine Rechtsschutzversicherung abgeschlossen haben, die ihnen das Kostenrisiko der Rechtsverfolgung abnimmt. Dass Rechtsschutzversicherungen durchaus auch für derartige Streitigkeiten aufkommen müssen, hat z. B. bereits das OLG Karlsruhe entschieden. Bedürftige Verbraucher können u. U. sogar Prozesskostenhilfe in Anspruch nehmen.

## Rechtslage in Österreich
Die österreichische Regelung über Gewinnzusagen an Verbraucher findet sich seit 13. Juni 2014 in § 5c des Konsumentenschutzgesetzes (KSchG; davor seit 1. Oktober 1999 in § 5j KSchG) und ist im Wesentlichen inhaltsgleich mit § 661a BGB. Der Oberste Gerichtshof hat sich bereits mehrfach ausführlich mit Gewinnzusagen auseinandergesetzt. Der Erfüllungsanspruch entsteht mit Zusendung der die geforderten Inhalte aufweisenden Gewinnzusage (7 Ob 17/08p), wobei nachträgliche Aufklärung nicht schadet (1 Ob 148/03a) und der Unternehmer die für ihn ungünstigste, vernünftigerweise in Betracht kommende Auslegung gegen sich gelten lassen muss (2 Ob 34/05x). Maßfigur ist auch hier der verständige Verbraucher, wobei ein objektiver Maßstab anzulegen ist.

## Entscheidungen
1. ↑  Urteil des OLG Köln vom 18. März 2010, 21 U 2/10; Landgericht Koblenz, Beschluss vom 29. April 2008, 12 S 30/08; Amtsgericht Berlin-Charlottenburg, Urteil vom 27. Januar 2009, 226 C 238/08.
2. ↑  Rechtsschutzversicherung muss Kosten der Rechtsverfolgung für Gewinnzusage übernehmen – Urteil des OLG Karlsruhe vom 1. Dezember 2005
3. ↑  Prozesskostenhilfe für Klage auf Erfüllung einer Gewinnzusage – Beschluss des OLG Hamm vom 28. Dezember 2004
4. ↑  Konsumentenschutzgesetz RIS